# Задача (шахи)
Зада́ча (англ. problem), у шахах — складена шаховим композитором позиція, в якій одній із сторін пропонується виконати завдання (зазвичай поставити мат супернику) за вказану кількість ходів. Композитора, який складає шахові задачі, називають проблемістом.
За жанром задачі поділяють на дво-, три- та багатоходівки. Розв'язок задачі полягає у знаходженні задуманого автором єдиного шляху, що веде до виконання завдання. Естетичний ефект задачі досягається неочікуваним (прихованим) вступним ходом та красивою комбінацією. Як правило, задача не має починатися шахом, розв'язок повинен бути неочевидним, супернику необхідно надати можливості активної контргри.
У задачах автор має дотримуватися основних принципів шахової композиції — легальність початкової позиції, розв'язуваність у всіх варіантах та єдиність розв'язку, а також художніх вимог — виразність задуму, економічність форми, краса розв'язку.
У процесі розвитку задачної композиції її принципи зазнавали значних змін: збагачувався зміст, розширювалась тематика, мінялися вимоги до форми, з'являлися та зникали різноманітні стилі та напрямки.

## Приклади
|   | a | b | c | d | e | f | g | h |   |
| 8 | g8 білий ферзь · f7 біла тура · f6 чорний пішак · e5 чорний пішак · f5 чорний король · a4 білий король · g4 білий кінь · e3 білий слон · d2 чорний кінь · c1 чорний кінь | g8 білий ферзь · f7 біла тура · f6 чорний пішак · e5 чорний пішак · f5 чорний король · a4 білий король · g4 білий кінь · e3 білий слон · d2 чорний кінь · c1 чорний кінь | g8 білий ферзь · f7 біла тура · f6 чорний пішак · e5 чорний пішак · f5 чорний король · a4 білий король · g4 білий кінь · e3 білий слон · d2 чорний кінь · c1 чорний кінь | g8 білий ферзь · f7 біла тура · f6 чорний пішак · e5 чорний пішак · f5 чорний король · a4 білий король · g4 білий кінь · e3 білий слон · d2 чорний кінь · c1 чорний кінь | g8 білий ферзь · f7 біла тура · f6 чорний пішак · e5 чорний пішак · f5 чорний король · a4 білий король · g4 білий кінь · e3 білий слон · d2 чорний кінь · c1 чорний кінь | g8 білий ферзь · f7 біла тура · f6 чорний пішак · e5 чорний пішак · f5 чорний король · a4 білий король · g4 білий кінь · e3 білий слон · d2 чорний кінь · c1 чорний кінь | g8 білий ферзь · f7 біла тура · f6 чорний пішак · e5 чорний пішак · f5 чорний король · a4 білий король · g4 білий кінь · e3 білий слон · d2 чорний кінь · c1 чорний кінь | g8 білий ферзь · f7 біла тура · f6 чорний пішак · e5 чорний пішак · f5 чорний король · a4 білий король · g4 білий кінь · e3 білий слон · d2 чорний кінь · c1 чорний кінь | 8 |
| 7 | g8 білий ферзь · f7 біла тура · f6 чорний пішак · e5 чорний пішак · f5 чорний король · a4 білий король · g4 білий кінь · e3 білий слон · d2 чорний кінь · c1 чорний кінь | g8 білий ферзь · f7 біла тура · f6 чорний пішак · e5 чорний пішак · f5 чорний король · a4 білий король · g4 білий кінь · e3 білий слон · d2 чорний кінь · c1 чорний кінь | g8 білий ферзь · f7 біла тура · f6 чорний пішак · e5 чорний пішак · f5 чорний король · a4 білий король · g4 білий кінь · e3 білий слон · d2 чорний кінь · c1 чорний кінь | g8 білий ферзь · f7 біла тура · f6 чорний пішак · e5 чорний пішак · f5 чорний король · a4 білий король · g4 білий кінь · e3 білий слон · d2 чорний кінь · c1 чорний кінь | g8 білий ферзь · f7 біла тура · f6 чорний пішак · e5 чорний пішак · f5 чорний король · a4 білий король · g4 білий кінь · e3 білий слон · d2 чорний кінь · c1 чорний кінь | g8 білий ферзь · f7 біла тура · f6 чорний пішак · e5 чорний пішак · f5 чорний король · a4 білий король · g4 білий кінь · e3 білий слон · d2 чорний кінь · c1 чорний кінь | g8 білий ферзь · f7 біла тура · f6 чорний пішак · e5 чорний пішак · f5 чорний король · a4 білий король · g4 білий кінь · e3 білий слон · d2 чорний кінь · c1 чорний кінь | g8 білий ферзь · f7 біла тура · f6 чорний пішак · e5 чорний пішак · f5 чорний король · a4 білий король · g4 білий кінь · e3 білий слон · d2 чорний кінь · c1 чорний кінь | 7 |
| 6 | g8 білий ферзь · f7 біла тура · f6 чорний пішак · e5 чорний пішак · f5 чорний король · a4 білий король · g4 білий кінь · e3 білий слон · d2 чорний кінь · c1 чорний кінь | g8 білий ферзь · f7 біла тура · f6 чорний пішак · e5 чорний пішак · f5 чорний король · a4 білий король · g4 білий кінь · e3 білий слон · d2 чорний кінь · c1 чорний кінь | g8 білий ферзь · f7 біла тура · f6 чорний пішак · e5 чорний пішак · f5 чорний король · a4 білий король · g4 білий кінь · e3 білий слон · d2 чорний кінь · c1 чорний кінь | g8 білий ферзь · f7 біла тура · f6 чорний пішак · e5 чорний пішак · f5 чорний король · a4 білий король · g4 білий кінь · e3 білий слон · d2 чорний кінь · c1 чорний кінь | g8 білий ферзь · f7 біла тура · f6 чорний пішак · e5 чорний пішак · f5 чорний король · a4 білий король · g4 білий кінь · e3 білий слон · d2 чорний кінь · c1 чорний кінь | g8 білий ферзь · f7 біла тура · f6 чорний пішак · e5 чорний пішак · f5 чорний король · a4 білий король · g4 білий кінь · e3 білий слон · d2 чорний кінь · c1 чорний кінь | g8 білий ферзь · f7 біла тура · f6 чорний пішак · e5 чорний пішак · f5 чорний король · a4 білий король · g4 білий кінь · e3 білий слон · d2 чорний кінь · c1 чорний кінь | g8 білий ферзь · f7 біла тура · f6 чорний пішак · e5 чорний пішак · f5 чорний король · a4 білий король · g4 білий кінь · e3 білий слон · d2 чорний кінь · c1 чорний кінь | 6 |
| 5 | g8 білий ферзь · f7 біла тура · f6 чорний пішак · e5 чорний пішак · f5 чорний король · a4 білий король · g4 білий кінь · e3 білий слон · d2 чорний кінь · c1 чорний кінь | g8 білий ферзь · f7 біла тура · f6 чорний пішак · e5 чорний пішак · f5 чорний король · a4 білий король · g4 білий кінь · e3 білий слон · d2 чорний кінь · c1 чорний кінь | g8 білий ферзь · f7 біла тура · f6 чорний пішак · e5 чорний пішак · f5 чорний король · a4 білий король · g4 білий кінь · e3 білий слон · d2 чорний кінь · c1 чорний кінь | g8 білий ферзь · f7 біла тура · f6 чорний пішак · e5 чорний пішак · f5 чорний король · a4 білий король · g4 білий кінь · e3 білий слон · d2 чорний кінь · c1 чорний кінь | g8 білий ферзь · f7 біла тура · f6 чорний пішак · e5 чорний пішак · f5 чорний король · a4 білий король · g4 білий кінь · e3 білий слон · d2 чорний кінь · c1 чорний кінь | g8 білий ферзь · f7 біла тура · f6 чорний пішак · e5 чорний пішак · f5 чорний король · a4 білий король · g4 білий кінь · e3 білий слон · d2 чорний кінь · c1 чорний кінь | g8 білий ферзь · f7 біла тура · f6 чорний пішак · e5 чорний пішак · f5 чорний король · a4 білий король · g4 білий кінь · e3 білий слон · d2 чорний кінь · c1 чорний кінь | g8 білий ферзь · f7 біла тура · f6 чорний пішак · e5 чорний пішак · f5 чорний король · a4 білий король · g4 білий кінь · e3 білий слон · d2 чорний кінь · c1 чорний кінь | 5 |
| 4 | g8 білий ферзь · f7 біла тура · f6 чорний пішак · e5 чорний пішак · f5 чорний король · a4 білий король · g4 білий кінь · e3 білий слон · d2 чорний кінь · c1 чорний кінь | g8 білий ферзь · f7 біла тура · f6 чорний пішак · e5 чорний пішак · f5 чорний король · a4 білий король · g4 білий кінь · e3 білий слон · d2 чорний кінь · c1 чорний кінь | g8 білий ферзь · f7 біла тура · f6 чорний пішак · e5 чорний пішак · f5 чорний король · a4 білий король · g4 білий кінь · e3 білий слон · d2 чорний кінь · c1 чорний кінь | g8 білий ферзь · f7 біла тура · f6 чорний пішак · e5 чорний пішак · f5 чорний король · a4 білий король · g4 білий кінь · e3 білий слон · d2 чорний кінь · c1 чорний кінь | g8 білий ферзь · f7 біла тура · f6 чорний пішак · e5 чорний пішак · f5 чорний король · a4 білий король · g4 білий кінь · e3 білий слон · d2 чорний кінь · c1 чорний кінь | g8 білий ферзь · f7 біла тура · f6 чорний пішак · e5 чорний пішак · f5 чорний король · a4 білий король · g4 білий кінь · e3 білий слон · d2 чорний кінь · c1 чорний кінь | g8 білий ферзь · f7 біла тура · f6 чорний пішак · e5 чорний пішак · f5 чорний король · a4 білий король · g4 білий кінь · e3 білий слон · d2 чорний кінь · c1 чорний кінь | g8 білий ферзь · f7 біла тура · f6 чорний пішак · e5 чорний пішак · f5 чорний король · a4 білий король · g4 білий кінь · e3 білий слон · d2 чорний кінь · c1 чорний кінь | 4 |
| 3 | g8 білий ферзь · f7 біла тура · f6 чорний пішак · e5 чорний пішак · f5 чорний король · a4 білий король · g4 білий кінь · e3 білий слон · d2 чорний кінь · c1 чорний кінь | g8 білий ферзь · f7 біла тура · f6 чорний пішак · e5 чорний пішак · f5 чорний король · a4 білий король · g4 білий кінь · e3 білий слон · d2 чорний кінь · c1 чорний кінь | g8 білий ферзь · f7 біла тура · f6 чорний пішак · e5 чорний пішак · f5 чорний король · a4 білий король · g4 білий кінь · e3 білий слон · d2 чорний кінь · c1 чорний кінь | g8 білий ферзь · f7 біла тура · f6 чорний пішак · e5 чорний пішак · f5 чорний король · a4 білий король · g4 білий кінь · e3 білий слон · d2 чорний кінь · c1 чорний кінь | g8 білий ферзь · f7 біла тура · f6 чорний пішак · e5 чорний пішак · f5 чорний король · a4 білий король · g4 білий кінь · e3 білий слон · d2 чорний кінь · c1 чорний кінь | g8 білий ферзь · f7 біла тура · f6 чорний пішак · e5 чорний пішак · f5 чорний король · a4 білий король · g4 білий кінь · e3 білий слон · d2 чорний кінь · c1 чорний кінь | g8 білий ферзь · f7 біла тура · f6 чорний пішак · e5 чорний пішак · f5 чорний король · a4 білий король · g4 білий кінь · e3 білий слон · d2 чорний кінь · c1 чорний кінь | g8 білий ферзь · f7 біла тура · f6 чорний пішак · e5 чорний пішак · f5 чорний король · a4 білий король · g4 білий кінь · e3 білий слон · d2 чорний кінь · c1 чорний кінь | 3 |
| 2 | g8 білий ферзь · f7 біла тура · f6 чорний пішак · e5 чорний пішак · f5 чорний король · a4 білий король · g4 білий кінь · e3 білий слон · d2 чорний кінь · c1 чорний кінь | g8 білий ферзь · f7 біла тура · f6 чорний пішак · e5 чорний пішак · f5 чорний король · a4 білий король · g4 білий кінь · e3 білий слон · d2 чорний кінь · c1 чорний кінь | g8 білий ферзь · f7 біла тура · f6 чорний пішак · e5 чорний пішак · f5 чорний король · a4 білий король · g4 білий кінь · e3 білий слон · d2 чорний кінь · c1 чорний кінь | g8 білий ферзь · f7 біла тура · f6 чорний пішак · e5 чорний пішак · f5 чорний король · a4 білий король · g4 білий кінь · e3 білий слон · d2 чорний кінь · c1 чорний кінь | g8 білий ферзь · f7 біла тура · f6 чорний пішак · e5 чорний пішак · f5 чорний король · a4 білий король · g4 білий кінь · e3 білий слон · d2 чорний кінь · c1 чорний кінь | g8 білий ферзь · f7 біла тура · f6 чорний пішак · e5 чорний пішак · f5 чорний король · a4 білий король · g4 білий кінь · e3 білий слон · d2 чорний кінь · c1 чорний кінь | g8 білий ферзь · f7 біла тура · f6 чорний пішак · e5 чорний пішак · f5 чорний король · a4 білий король · g4 білий кінь · e3 білий слон · d2 чорний кінь · c1 чорний кінь | g8 білий ферзь · f7 біла тура · f6 чорний пішак · e5 чорний пішак · f5 чорний король · a4 білий король · g4 білий кінь · e3 білий слон · d2 чорний кінь · c1 чорний кінь | 2 |
| 1 | g8 білий ферзь · f7 біла тура · f6 чорний пішак · e5 чорний пішак · f5 чорний король · a4 білий король · g4 білий кінь · e3 білий слон · d2 чорний кінь · c1 чорний кінь | g8 білий ферзь · f7 біла тура · f6 чорний пішак · e5 чорний пішак · f5 чорний король · a4 білий король · g4 білий кінь · e3 білий слон · d2 чорний кінь · c1 чорний кінь | g8 білий ферзь · f7 біла тура · f6 чорний пішак · e5 чорний пішак · f5 чорний король · a4 білий король · g4 білий кінь · e3 білий слон · d2 чорний кінь · c1 чорний кінь | g8 білий ферзь · f7 біла тура · f6 чорний пішак · e5 чорний пішак · f5 чорний король · a4 білий король · g4 білий кінь · e3 білий слон · d2 чорний кінь · c1 чорний кінь | g8 білий ферзь · f7 біла тура · f6 чорний пішак · e5 чорний пішак · f5 чорний король · a4 білий король · g4 білий кінь · e3 білий слон · d2 чорний кінь · c1 чорний кінь | g8 білий ферзь · f7 біла тура · f6 чорний пішак · e5 чорний пішак · f5 чорний король · a4 білий король · g4 білий кінь · e3 білий слон · d2 чорний кінь · c1 чорний кінь | g8 білий ферзь · f7 біла тура · f6 чорний пішак · e5 чорний пішак · f5 чорний король · a4 білий король · g4 білий кінь · e3 білий слон · d2 чорний кінь · c1 чорний кінь | g8 білий ферзь · f7 біла тура · f6 чорний пішак · e5 чорний пішак · f5 чорний король · a4 білий король · g4 білий кінь · e3 білий слон · d2 чорний кінь · c1 чорний кінь | 1 |
|   | a | b | c | d | e | f | g | h |   |

 
 

1.Сc5! з загрозою 2.Т:f6+ Крe4 3.Кf2# 

1…Крf4 2.К:f6! e4 3.Кd7#!  

1…Крe4 2.Кf2+ Крd5 3.Тc7#! 